# Chiesa di Nostra Signora del Rosario (Calizzano)
La chiesa di Nostra Signora del Rosario è un luogo di culto cattolico situato nella località di Pasquale, in piazza del Rosario, nel comune di Calizzano in provincia di Savona.

## Storia e descrizione
Già intitolata all'Annunziata al Pasquale (dal nome della frazione, in dialetto locale Pasquō), voluta dal cardinale Carlo Domenico Del Carretto sul finire del XV secolo, con annesso convento dei domenicani, è stata costruita ad un'unica navata in stile barocco con abside quadrangolare munita di due alte monofore ad arco ribassato.

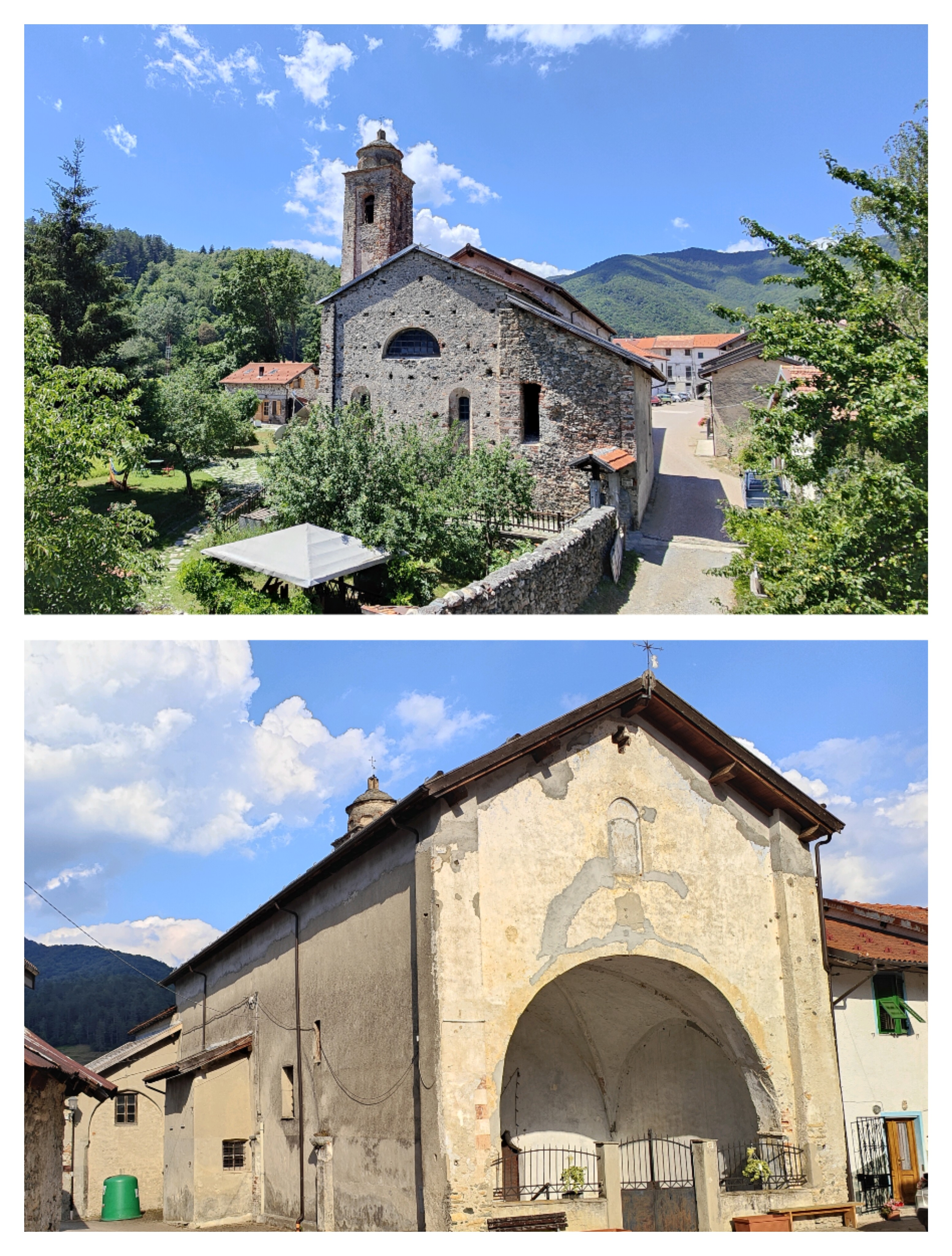
Sant.del Rosario sec. XV vista davanti e retro Lug. 2022

La precedente costruzione era costituita da tre navate su pilastri ottagonali in mattoni e capitelli in pietra di Finale.
Nella notte tra il 15 e 16 novembre 2009, dopo un incendio scoppiato in un magazzino adiacente, il rogo si è propagato al tetto della chiesa causandone il crollo.